# Golden Spike

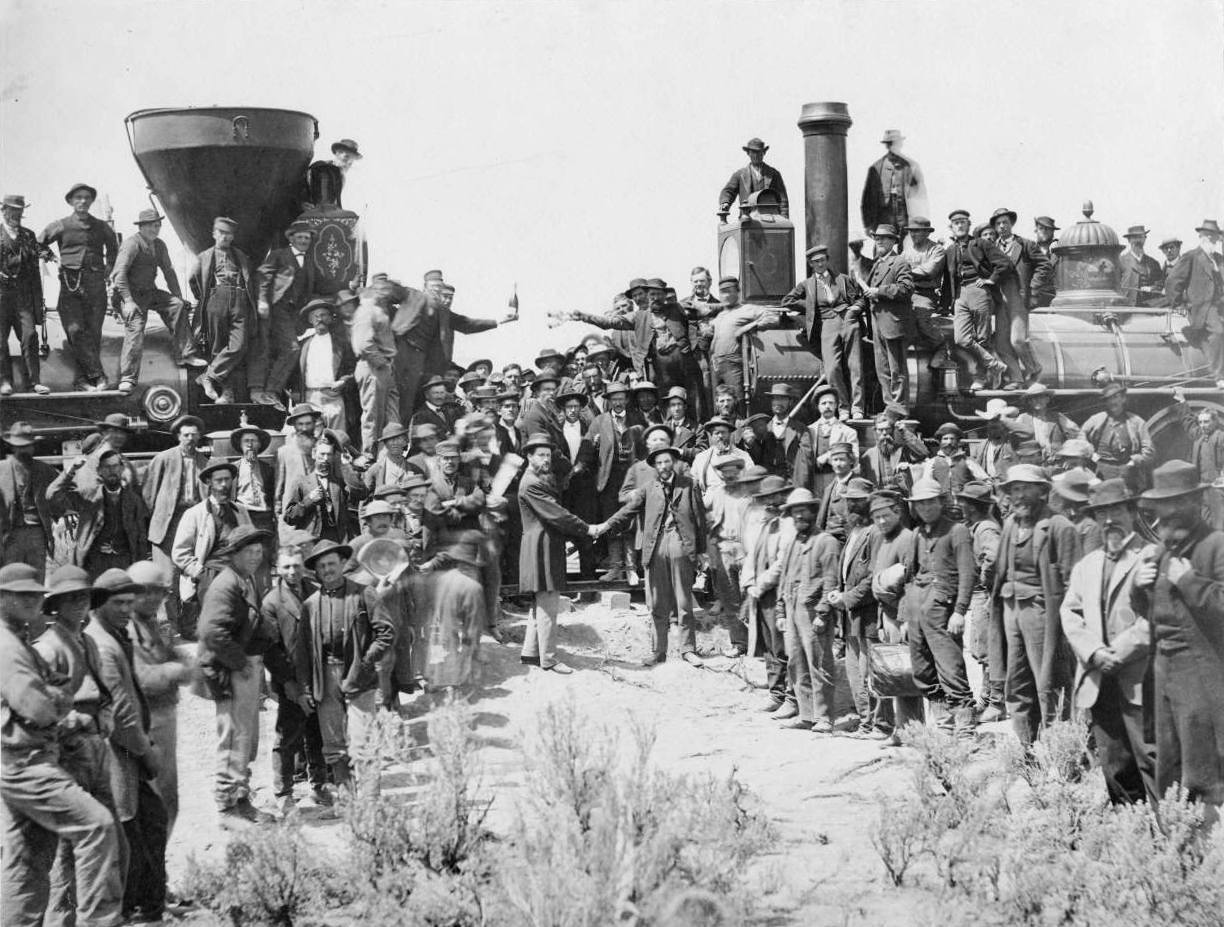
O histórico encontro das linhas da Primeira Ferrovia Transcontinental, em 10 de maio de 1869.

O "Golden Spike" (em português:  "Cavilha de Ouro") ou "Last Spike" (em português:  "Última Cavilha") refere-se a cavilha cerimonial feita especialmente para marcar a conclusão de uma linha ferroviária. A mais célebre cerimônia da "Cavilha de Ouro" foi dirigida por Leland Stanford para ligar os trilhos da Primeira Ferrovia Transcontinental que cruzou os Estados Unidos, conectando as ferrovias Central Pacific e Union Pacific em 10 de maio de 1869 em Promontory, Utah.

## História

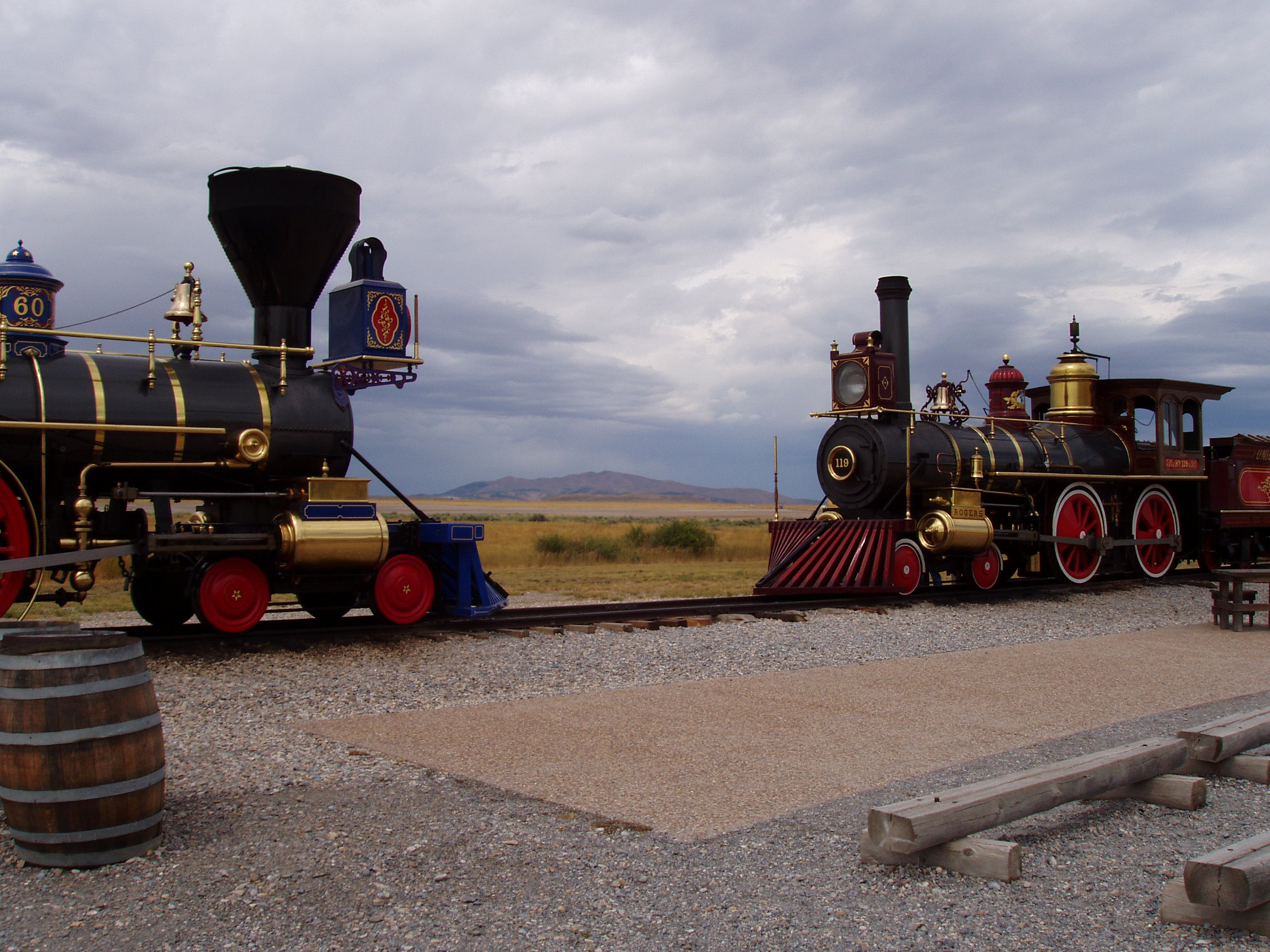
O atual sítio histórico, com réplicas da No. 119 e da Jupiter.

Em 10 de maio, antes da cerimônia, as locomotivas Union Pacific No. 119 e Central Pacific No. 60 (mais conhecida como Júpiter) foram alinhadas face-a-face na Cúpula de Promontory, separadas somente por uma distância de um dormente.
Imediatamente após a cerimônia, a cavilha de ouro e o dormente de louro foram retirados e repostos com uma cavilha de ferro e um dormente comuns. Exatamente as 12h47, a última cavilha de ferro foi colocada, completando finalmente a linha.

## Atualmente

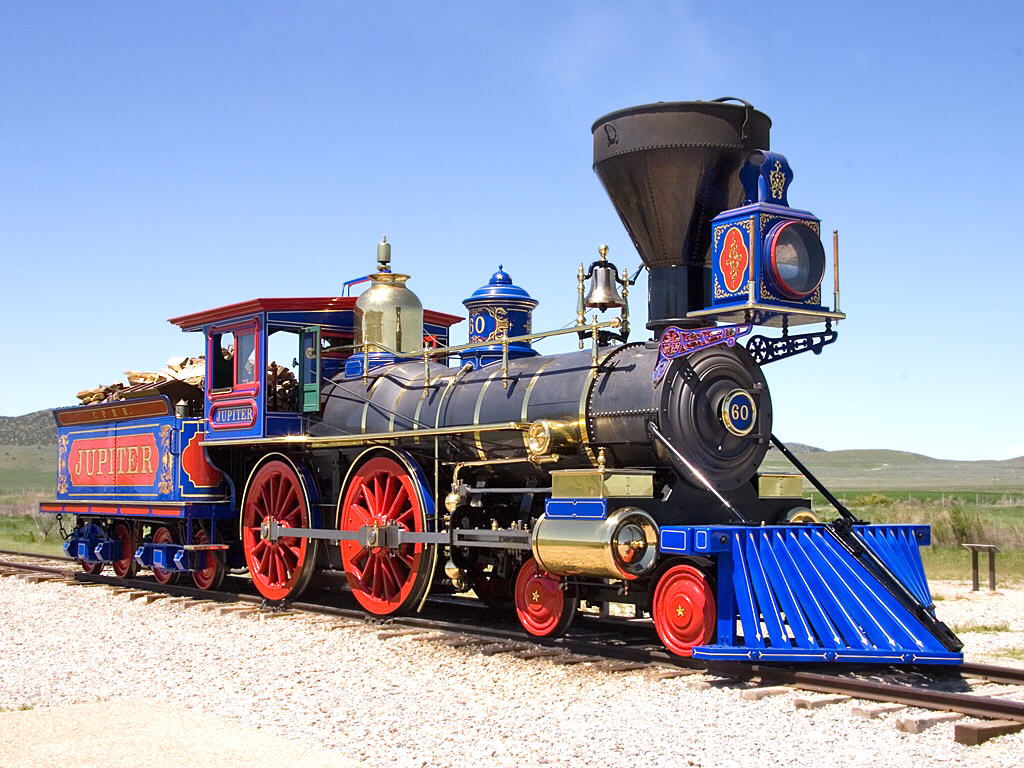
CP # 60

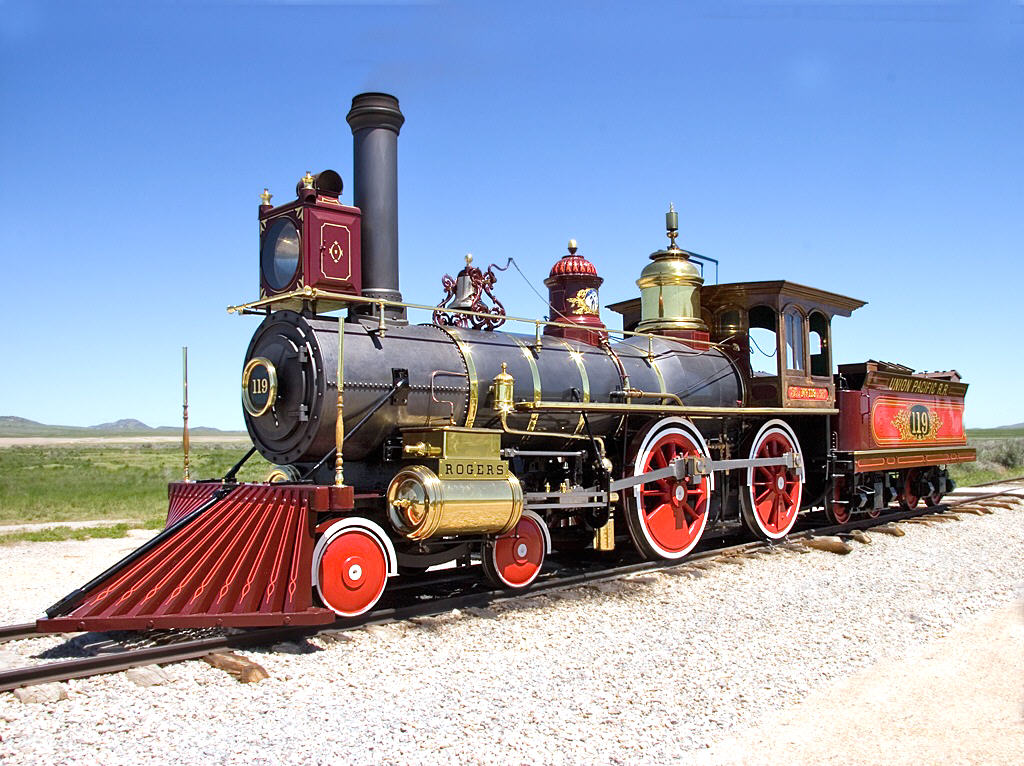
UP # 119

Em 1957, o Congresso dos Estados Unidos estabeleceu o Sítio Histórico Nacional da Cavilha de Ouro para preservar a área onde ocorreu a Cúpula de Promontory. O sítio contém réplicas em operação das locomotivas presentes à cerimônia original. Também ocorrem apresentações recriando o evento ocorrido em 1869.